# Újiráz
Újiráz là một thị trấn thuộc hạt Hajdú-Bihar, Hungary. Thị trấn này có diện tích 15,47 km², dân số năm 2010 là 530 người, mật độ 34 người/km².